# Борак (Драч)
Борак (алб. Borakë) је насељено место у општини Шијак у округу Драч, Албанија. Према попису из 1989. године било је 662 становника.
Борак је већински настањен Бошњацима, чији су се преци овде доселили крајем 19. века из околине Мостара и Чапљине.